# Оберхаузен (Бавария)
Оберхаузен (на немски: Oberhausen) е селище в южна Германия, част от окръг Нойбург-Шробенхаузен в провинция Бавария. Населението му е около 3000 души (2017).
Разположено е на 420 метра надморска височина в Алпийските предпланини, на десния бряг на река Дунав и на 24 километра западно от Инголщат. Селището се споменава за пръв път през 1214 година, а в по-ново време към него са присъединени съседните села Унтерхаузен и Зининг (1972) и Кройт (1994). Днес повечето хора работят в съседни градове.

## Известни личности
Починали в Оберхаузен
- Теофил-Мало дьо Ла Тур д'Оверн-Коре (1743 – 1800), френски офицер